# Satyrus voigti
Satyrus voigti är en fjärilsart som beskrevs av Bang-haas 1927. Satyrus voigti ingår i släktet Satyrus och familjen praktfjärilar. Inga underarter finns listade.